# Villa Herberts

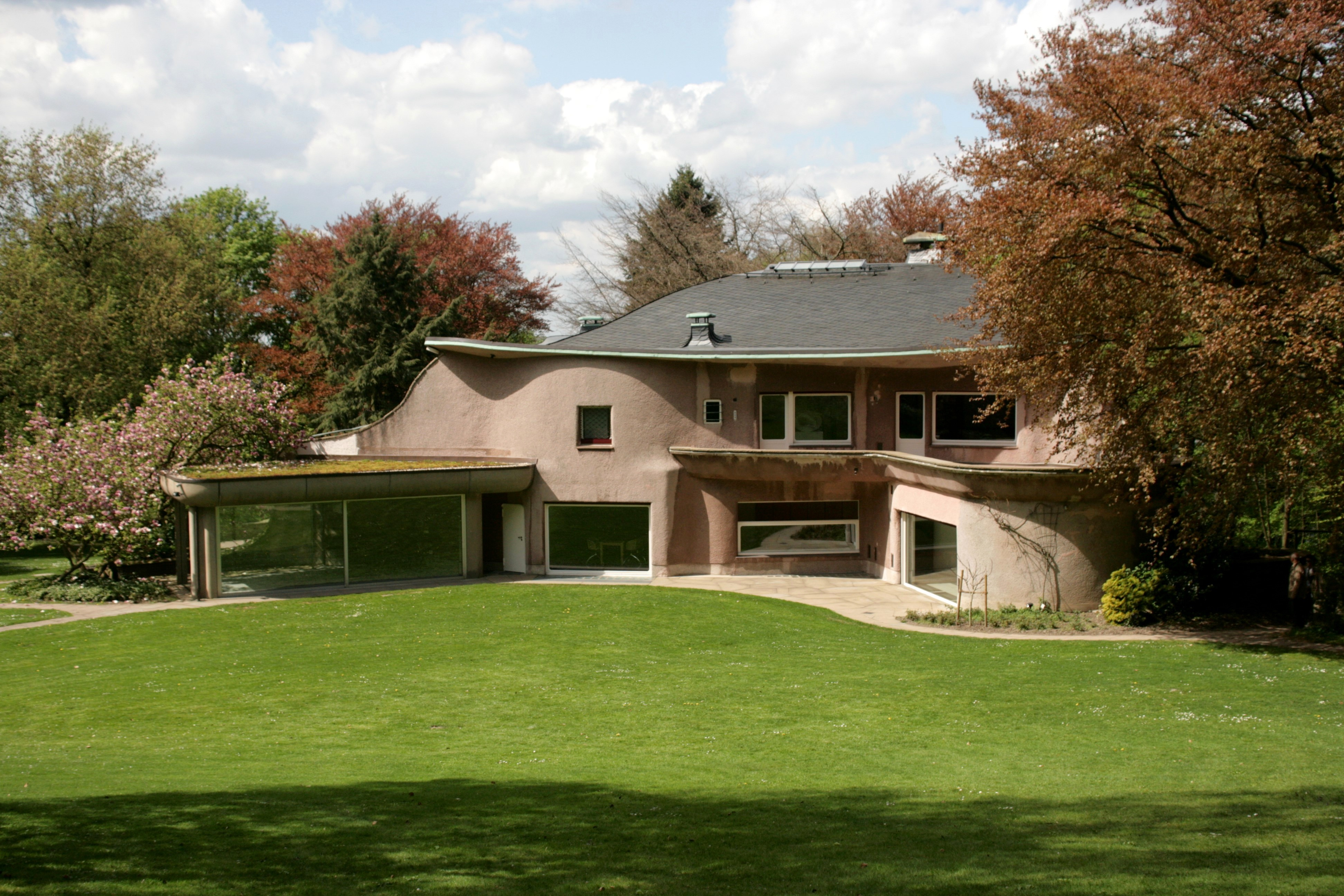
Villa Herberts

Die Villa Herberts, auch Villa Waldfrieden, (Anschrift: Hirschstraße 12) ist ein architektonisch bedeutendes und unter Denkmalschutz stehendes Wohnhaus im Wuppertaler Wohnquartier Hesselnberg (Unterbarmen).

## Beschreibung
Die Villa Herberts, auch „Haus Waldfrieden“, liegt in einem ca. 15 Hektar großen Park. Charakteristisch sind ihre ausgeprägt organischen Formen.

## Geschichte
Das Gebäude wurde von 1946 bis 1949 nach Entwürfen des Architekten und Malers Franz Krause (1897–1979) für den Wuppertaler Lackfabrikanten Kurt Herberts auf den Fundamenten des im Zweiten Weltkrieg zerstörten Vorgängerbaus errichtet.  Es gilt als Beispiel der „organischen Architektur“ und zeigt Einflüsse der Architektur Hans Scharouns und Hugo Härings. Die Bauweise entsprach auch den anthroposophisch geprägten Vorstellungen von Kurt Herberts, der hier bis zu seinem Tode im Jahr 1989 lebte.
Die Villa wurde zusammen mit dem Ausflugslokal aus den 1910er Jahren, das heute als Cafe Podest betrieben wird, am 31. März 1992 unter der Nummer 2135 in die Denkmalliste der Stadt Wuppertal eingetragen.
2003 wurden hier Teile des Films Agnes und seine Brüder gedreht.
Vom Januar bis zum Herbst 2006 wurde die leerstehende Villa für das von Red Bull gesponserte Outsides-Projekt angemietet, das im Oktober 2006 in einer corporate streetart attack von 22 internationalen Streetart-Künstlern mündete. Anschließend, gleichfalls noch 2006, wurde die Villa mitsamt Park von dem in Wuppertal lebenden Künstler Tony Cragg erworben und gehört heute zum Ensemble des Skulpturenparks Waldfrieden. Nach einer umfassenden Sanierung und gebäudetechnischen Modernisierung wird die Villa für Veranstaltungen und Büroräume der Cragg Foundation genutzt.